# Cathédrale Saint-Pierre de Charlottetown
Cette  cathédrale n’est pas la seule cathédrale Saint-Pierre.
La cathédrale Saint-Pierre (en anglais : St. Peter's Cathedral) de Charlottetown, capitale de la province l'Île-du-Prince-Édouard au Canada, est fondée en 1869, à la suite du développement du Mouvement d'Oxford. Depuis ce temps, la paroisse est restée Anglo-catholique.

## Informations générales
Saint-Pierre est désignée cathédrale en 1879 par Hibbert Binney, évêque de la Nouvelle-Écosse. Dans les années qui suivent, elle devient la deuxième cathédrale du diocèse anglican de la Nouvelle-Écosse. La cathédrale principale du diocèse est la cathédrale de Tous-les-Saints à Halifax. Le diocèse recoupe deux provinces civiles du Canada. 
La cathédrale Saint-Pierre est située au croisement du chemin All Souls et de la rue Rochford à Charlottetown. Elle fait face au parc Rochford Square et aux bureaux du gouvernement de l'Île-du-Prince-Édouard.
Sur le côté ouest, attachée à la cathédrale, se trouve la chapelle All Souls, désignée site historique national en 1990.

## Histoire
La paroisse de la cathédrale Saint-Pierre fut établie en 1869. Les travaux de construction de l'édifice débutent en 1867  et les premiers services ont lieu le 13 juin 1869. La cathédrale est consacrée  dix ans plus tard, durant la solennité de saint Pierre et de saint Paul (29 juin). En décembre 1869, l'artiste local Robert Harris (1849–1919) est mandaté pour créer des scènes pour la première célébration de Noël à la cathédrale.
La création de la cathédrale Saint-Pierre est directement liée au Mouvement d'Oxford — une renaissance théologique et liturgique de la tradition catholique dans l'anglicanisme, qui avait commencé en Angleterre dans les années 1830. Quand des anglicans de la paroisse de Saint-Paul à Charlottetown voyagent à l'étranger pour affaires dans les années 1850, ils sont influencés par le Mouvement sur les croyants de l'Église d'Angleterre. Ils retournent à l'Île-du-Prince-Édouard déterminés à ce que les enseignements et les observances du Mouvement soient mis en pratique à Charlottetown.
Les paroisses anglicanes sur l'Île-du-Prince-Édouard étaient sous la juridiction de l'évêque du diocèse de la Nouvelle-Écosse. Les voyageurs trouvent un chef pastoral sympathique au Mouvement d'Oxford dans la personne du révérend Hibbert Binney. Peu de temps après, il est décidé que la construction, alors planifiée comme une simple chapelle de l'église Saint-Paul, deviendrait une cathédrale avec son contrôle propre.
Une nouvelle salle paroissiale attachée à la cathédrale fut érigée en 2004 et remplace une ancienne salle qui était là depuis plus de 100 ans.
L'ensemble des offices du dimanche et de la semaine y est maintenu (matines, vêpres et la sainte Eucharistie) et il y a de nombreuses organisations et activités paroissiales.

## La chapelle All Souls
La cathédrale Saint-Pierre est connue grâce surtout à la chapelle All Souls, qui est attachée à la cathédrale sur le côté de la rue Rochford. Elle est conçue à l'origine comme un mémorial au premier pasteur, le père Hodgson. Elle a été imaginée par son successeur le chanoine James Simpson, aidé de deux paroissiens, les frères William Critchlow Harris (architecte) et Robert Harris (artiste). William a choisi le grès de l'île pour l'extérieur et Robert a orné l'intérieur avec 18 peintures illustrant les pères de l'Église, des scènes du Nouveau Testament et la peinture circulaire de l'Ascension du Christ au-dessus de l'autel. La construction de la chapelle a débuté en 1888 et elle fut ouverte aux paroissiens en novembre 1889. En 1990, la chapelle All Souls est désignée comme un « Lieu historique national du Canada ». Une plaque extérieure reconnaissant cette désignation est posée lors d'une cérémonie spéciale en juillet 1994.

## Liste des révérends
La plupart des titulaires et des pasteurs de la cathédrale ont exercé durant une longue période. Le recteur actuel, David Garett, est le neuvième depuis la fondation de la paroisse. 
- Révérend George Hodgson (1869-1885) : premier pasteur.
- Révérend chanoine James Simpson (1886-1920).
- Chanoine Elwin Malon (1921-1952).
- Révérend chanoine Gerald Moffatt (1952-1958).
- Archidiacre J. R. Davies (1958-1967).
- Archidiacre G. S. Tanton (1967-1973).
- Révérend chanoine H. M. D. Westin (1974-1990).
- Révérend chanoine Peter Harris (1990-2014) : vicaire de la paroisse en 1989.
- Révérend chanoine David Garett (2014-).